# Adri-Jan Hoes
Adrianus Gerardus Jan Jacques Hubertus Edmundus (Adri-Jan) Hoes (Weert, 22 mei 1947) is een Nederlands producer en componist-tekstschrijver. Hij is de oudste zoon van de bekende Nederlandse volkszanger Johnny Hoes.

## Biografie
Hoes begon zijn loopbaan in grammofoonplatenwinkels en werkte sinds 1963 als verkoopleider, talentscout en producer in het bedrijf Telstar van zijn vader. Hij was tekstdichter voor meerdere Nederlandstalige artiesten. Hoes maakte in 1968 bij Weltstar plaatjes onder de naam Adrian; de titels zijn “I Saw That Girl” en “Don't You Say You Love Me”.
Als A&R manager bij Telstar stond hij aan de wieg van de grote Top 40-successen van De Dijk, Doe Maar, Frank Boeijen Groep en Toontje Lager. Hij was daarmee de mede-grondlegger van het fenomeen Pop in je Moerstaal. Ook zorgde hij ervoor dat buitenlandse artiesten successen scoorden in Nederland, België en Luxemburg, zoals Laid Back, Falco (met Der Kommissar), Harry Thumann (met Underwater), Nick Straker Band (met Walk in the Park) en Pino D'Angiò (met Ma quale idea).
Zijn producties werden hits voor artiesten als Armand, The Classics (hij schreef Gimme that horse en Sunshine Baby voor ze), Octopus, Normaal (het met goud bekroonde album Oerend Hard) en Henk Wijngaard.

Hij schreef en componeerde hits voor onder meer Arne Jansen, Frans Duijts (de hits Lieveling, Nee, niet zeggen hoe ik leven moet, en Kom terug) en Gerard Joling (Casino (of je wint of verliest)). Ook zorgde hij voor een comeback van de Belgische zanger Eddy Wally. De door hem voor Wally geschreven hit Shanghai werd in Duitsland in 2011 een grote hit voor het Duitse duo Klaus und Klaus. Hij organiseerde in 2020 het comeback-album van Hans de Booij Hoe had ik het anders moeten doen.
Sinds 2003 heeft hij samen met zijn broer Johnny Hoes jr. de leiding over Telstar.

## Discografie

### Singles
- 1968 – I saw that girl / Don't say that you love me
- 1968 – I follow the sun / A rose and a heart
- 1970 – Ra ta ta / Moeder waar is dat loeder (De Rattenvangers)
- 1971 – Voor een avond met jou / Maar in Amerika
- 1972 – Er gaat een trein / Kiss me

## Trivia
De Top 40-website vermeldt dat op 16 september 1972 Kus me van Herman van Keeken binnen komt in de Tipparade op plaats 30, en dat de verkoopresultaten van de gelijknamige single van Adri-Jan Hoes (onder zijn artiestennaam ‘Adrian’) een week later worden meegeteld. Zo staan de twee singles samen in de tipparade (uiteindelijk op de 16e plaats)